# Vladimír Jánoš
Vladimir Jánoš, né le 23 novembre 1945 à Prague, est un rameur tchèque ayant représenté la Tchécoslovaquie.

## Biographie
En 1972 à Munich, Vladimir Jánoš est médaillé de bronze olympique en quatre barré. 

## Palmarès

### Jeux olympiques
- Jeux olympiques d'été de 1972 à Munich
  -  Médaille de bronze en quatre barré

### Championnats d'Europe
- Championnats d'Europe d'aviron 1973 à Moscou
  -  Médaille de bronze en quatre barré